# Saraz
Pour l’article ayant un titre homophone, voir La Sarraz.
Saraz est une ancienne commune française située dans le département du Doubs, la région culturelle et historique de Franche-Comté et la région administrative Bourgogne-Franche-Comté. Elle est associée à la commune d'Éternoz pour former la commune nouvelle d'Éternoz-Vallée-du-Lison depuis le 1er janvier 2025.
Ses habitants se nomment les Sarrasins et Sarrasines.

## Géographie

### Description
Saraz est un village du sud du Doubs (département), limitrophe du Jura), situé à 510 m d'altitude au bord des gorges du Lison qui a profondément entaillé le plateau calcaire d'Amancey puisque la rivière coule 170 m plus bas.

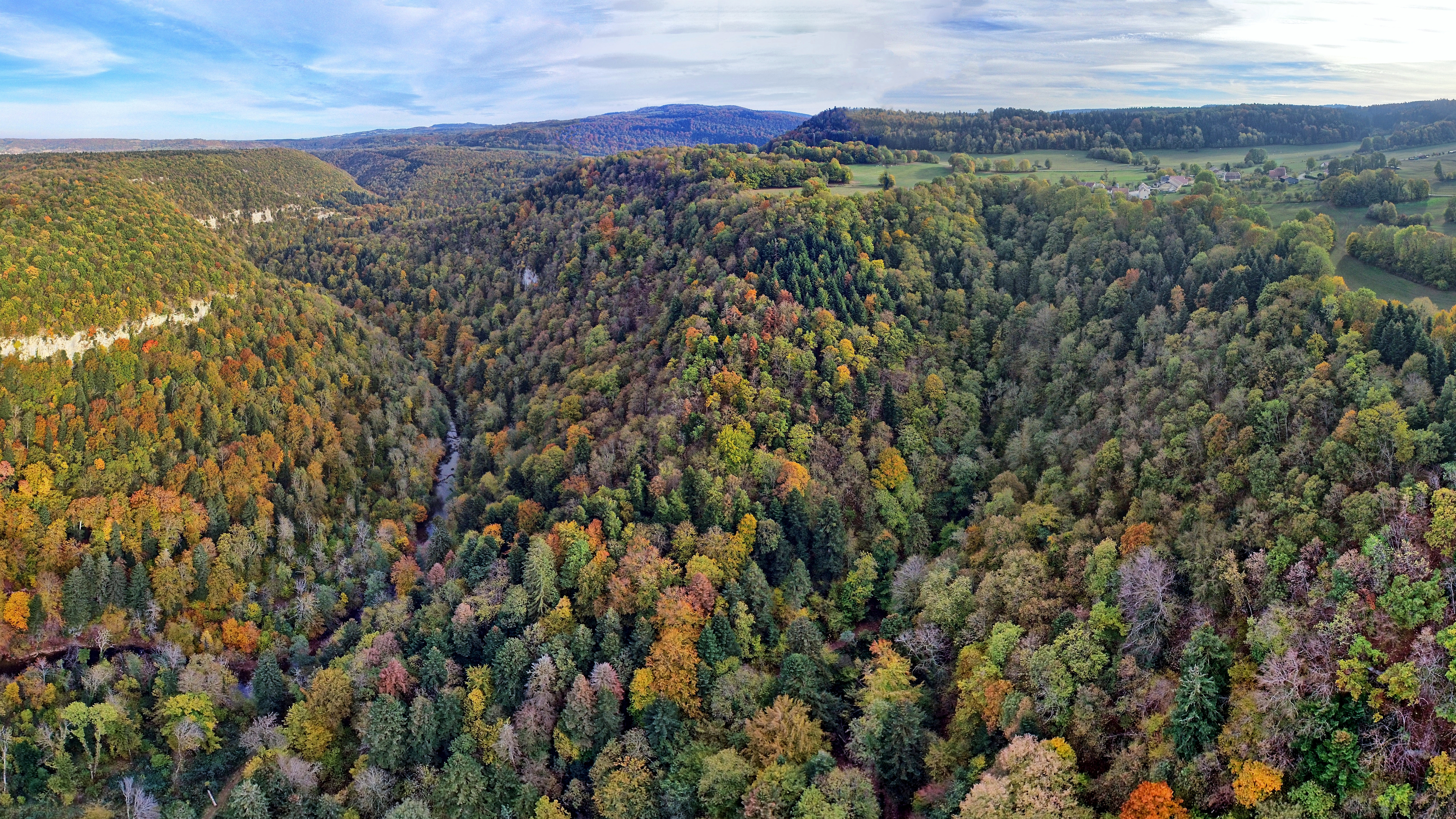
Le village (en haut à droite) au bord des gorges du Lison.

### Communes limitrophes
Les communes limitrophes sont Myon, Nans-sous-Sainte-Anne, Saizenay et Salins-les-Bains.

### Hydrographie
L'est et le nord du territoire communal est limité par les gorges du Lison, un affluent en rive gauche de la Loue, et donc un sous-affluent du Rhône par le Doubs et la Saône.

### Climat
Pour des articles plus généraux, voir Climat de la Bourgogne-Franche-Comté et Climat du Doubs.
En 2010, le climat de la commune est de type climat de montagne, selon une étude du Centre national de la recherche scientifique s'appuyant sur une série de données couvrant la période 1971-2000. En 2020, Météo-France publie une typologie des climats de la France métropolitaine dans laquelle la commune est exposée à un climat semi-continental et est dans la région climatique Jura, caractérisée par une forte pluviométrie en toutes saisons (1 000 à 1 500 mm/an), des hivers rigoureux et un ensoleillement médiocre.
Pour la période 1971-2000, la température annuelle moyenne est de 9,5 °C, avec une amplitude thermique annuelle de 17,1 °C. Le cumul annuel moyen de précipitations est de 1 354 mm, avec 13,2 jours de précipitations en janvier et 10,1 jours en juillet. Pour la période 1991-2020, la température moyenne annuelle observée sur la station météorologique de Météo-France la plus proche, « Coulans », sur la commune d'Éternoz à 4 km à vol d'oiseau, est de 10,5 °C et le cumul annuel moyen de précipitations est de 1 259,2 mm. 
La température maximale relevée sur cette station est de 38,7 °C, atteinte le 24 août 2023 ; la température minimale est de −18,9 °C, atteinte le 20 décembre 2009,,.
Les paramètres climatiques de la commune ont été estimés pour le milieu du siècle (2041-2070) selon différents scénarios d'émission de gaz à effet de serre à partir des nouvelles projections climatiques de référence DRIAS-2020. Ils sont consultables sur un site dédié publié par Météo-France en novembre 2022.

## Urbanisme

### Typologie
Au 1er janvier 2024, Saraz est catégorisée commune rurale à habitat très dispersé, selon la nouvelle grille communale de densité à 7 niveaux définie par l'Insee en 2022. Elle est située hors unité urbaine. Par ailleurs la commune fait partie de l'aire d'attraction de Besançon, dont elle est une commune de la couronne,. Cette aire, qui regroupe 310 communes, est catégorisée dans les aires de 200 000 à moins de 700 000 habitants,.

### Occupation des sols
L'occupation des sols de la commune, telle qu'elle ressort de la base de données européenne d’occupation biophysique des sols Corine Land Cover (CLC), est marquée par l'importance des forêts et milieux semi-naturels (86,9 % en 2018), une proportion identique à celle de 1990 (86,9 %). La répartition détaillée en 2018 est la suivante : 
forêts (81,7 %), zones agricoles hétérogènes (12,9 %), milieux à végétation arbustive et/ou herbacée (5,2 %), prairies (0,2 %). L'évolution de l’occupation des sols de la commune et de ses infrastructures peut être observée sur les différentes représentations cartographiques du territoire : la carte de Cassini (XVIIIe siècle), la carte d'état-major (1820-1866) et les cartes ou photos aériennes de l'IGN pour la période actuelle (1950 à aujourd'hui).

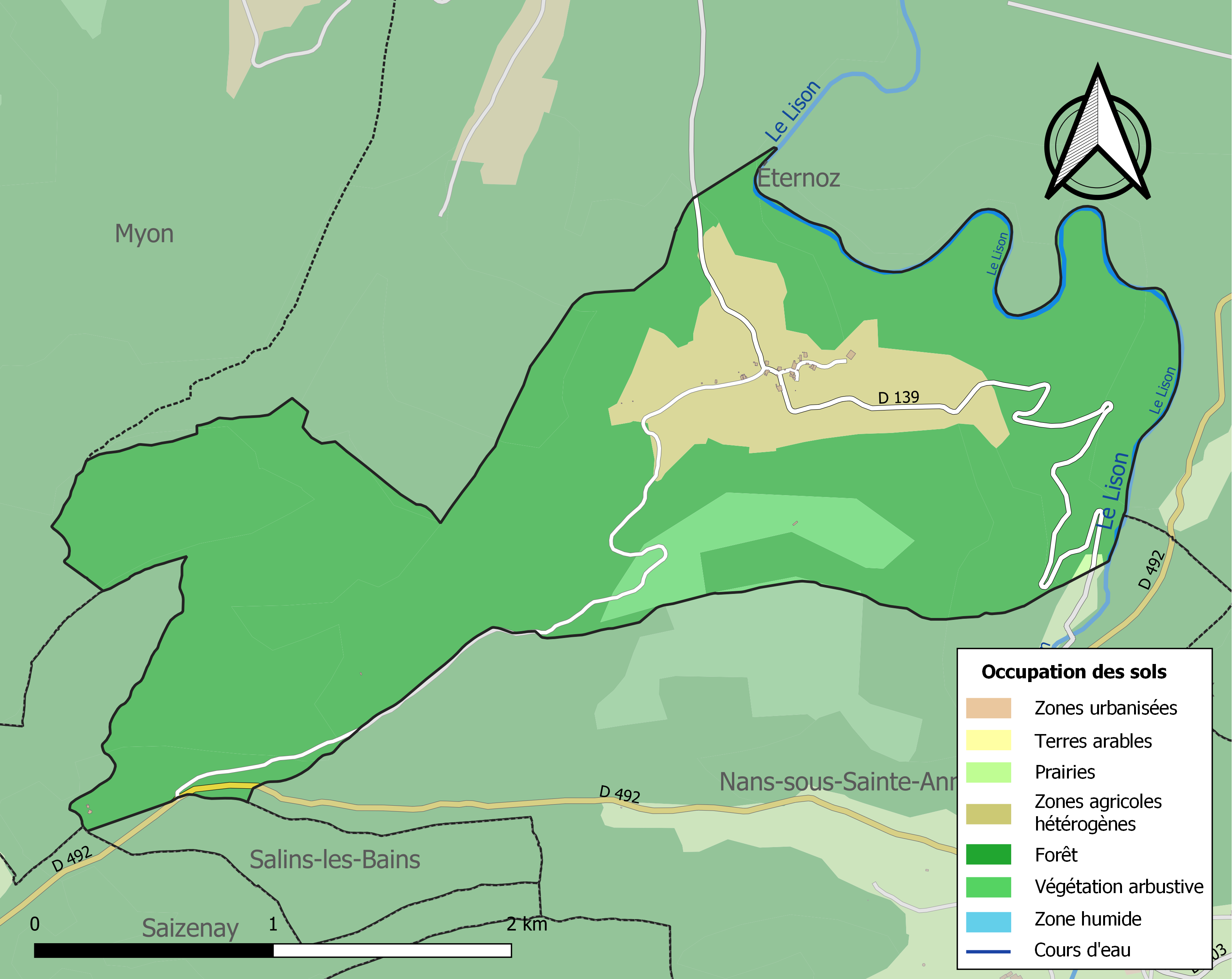
Carte des infrastructures et de l'occupation des sols de la commune en 2018 (CLC).

### Habitat et logement
En 2018, le nombre total de logements dans la commune était de 14, alors qu'il était de 13 en 2013 et de 19 en 2008.
Parmi ces logements, 61,6 % étaient des résidences principales, 38,4 % des résidences secondaires et 0 % des logements vacants. Ces logements étaient pour 88,8 % d'entre eux des maisons individuelles et pour 11,2 % des appartements.
Le tableau ci-dessous présente la typologie des logements à Saraz en 2018 en comparaison avec celle du Doubs et de la France entière. Une caractéristique marquante du parc de logements est ainsi une proportion de résidences secondaires et logements occasionnels (38,4 %), très  supérieure à celle du département (4,3 %) et à celle de la France entière (9,7 %). Concernant le statut d'occupation de ces logements, 63,6 % des habitants de la commune sont propriétaires de leur logement (60 % en 2013), contre 59,4 % pour le Doubs et 57,5 % pour la France entière.
| Typologie                                               | Saraz | Doubs | France entière |
| ------------------------------------------------------- | ----- | ----- | -------------- |
| Résidences principales (en %)                           | 61,6  | 87,1  | 82,1           |
| Résidences secondaires et logements occasionnels (en %) | 38,4  | 4,3   | 9,7            |
| Logements vacants (en %)                                | 0     | 8,5   | 8,2            |

## Toponymie
Serraz vers 1133 ; Saraz en 1268 ; Sarraz en 1524.

## Histoire
La commune a fusionné avec Éternoz le 1er janvier 2025 pour créer la commune nouvelle d'Éternoz-Vallée-du-Lison en tant que commune déléguée à la suite d'un arrêté préfectoral du 18 septembre 2024.

## Politique et administration

### Rattachements administratifs et électoraux

#### Rattachements administratifs
La commune se trouve dans l'arrondissement de Besançon du département du Doubs.
Elle faisait partie depuis 1801 du canton d'Amancey. Dans le cadre du redécoupage cantonal de 2014 en France, cette circonscription administrative territoriale a disparu, et le canton n'est plus qu'une circonscription électorale.

#### Rattachements électoraux
Pour les élections départementales, la commune fait partie depuis 2014 du canton d'Ornans
Pour l'élection des députés, elle fait partie de la cinquième circonscription du Doubs.

### Intercommunalité
Saraz était membre de la petite communauté de communes Amancey-Loue-Lison, un établissement public de coopération intercommunale (EPCI) à fiscalité propre créé en 1993 et auquel la commune avait transféré un certain nombre de ses compétences, dans les conditions déterminées par le code général des collectivités territoriales.
Dans le cadre des dispositions de la loi portant nouvelle organisation territoriale de la République du 7 août 2015, qui prévoit que les établissements publics de coopération intercommunale (EPCI) à fiscalité propre doivent avoir un minimum de 15 000 habitants, cette intercommunalité a fusionné avec sa voisine pour former, le 1er janvier 2017, la communauté de communes Loue-Lison, dont est désormais membre la commune.

### Liste des maires
| Période                                  | Période                        | Identité           | Étiquette | Qualité                      |
| ---------------------------------------- | ------------------------------ | ------------------ | --------- | ---------------------------- |
| Les données manquantes sont à compléter. |                                |                    |           |                              |
| avant 1995                               | 2001                           | Georges Jeandenand | DVD       |                              |
| mars 2001                                | janvier 2012                   | Pierre Destaing    | DVD       | Mort en fonction             |
| 2012                                     | été 2022                       | Gilles Simon       | DVD       | Agriculteur Mort en fonction |
| juillet 2022                             | En cours (au 16 décembre 2022) | Céline Aubry       |           | Employée de commerce         |

## Démographie
L'évolution du nombre d'habitants est connue à travers les recensements de la population effectués dans la commune depuis 1793. Pour les communes de moins de 10 000 habitants, une enquête de recensement portant sur toute la population est réalisée tous les cinq ans, les populations de référence des années intermédiaires étant quant à elles estimées par interpolation ou extrapolation. Pour la commune, le premier recensement exhaustif entrant dans le cadre du nouveau dispositif a été réalisé en 2005.

En 2022, la commune comptait 20 habitants, en évolution de +66,67 % par rapport à 2016 (Doubs : +1,88 %, France hors Mayotte : +2,11 %).
| 1793 | 1800 | 1806 | 1821 | 1831 | 1836 | 1841 | 1846 | 1851 |
| ---- | ---- | ---- | ---- | ---- | ---- | ---- | ---- | ---- |
| 53   | 83   | 86   | 84   | 106  | 154  | 106  | 105  | 105  |

| 1856 | 1861 | 1866 | 1872 | 1876 | 1881 | 1886 | 1891 | 1896 |
| ---- | ---- | ---- | ---- | ---- | ---- | ---- | ---- | ---- |
| 114  | 128  | 110  | 95   | 94   | 101  | 91   | 77   | 70   |

| 1901 | 1906 | 1911 | 1921 | 1926 | 1931 | 1936 | 1946 | 1954 |
| ---- | ---- | ---- | ---- | ---- | ---- | ---- | ---- | ---- |
| 67   | 61   | 63   | 55   | 46   | 59   | 66   | 61   | 54   |

| 1962 | 1968 | 1975 | 1982 | 1990 | 1999 | 2005 | 2006 | 2010 |
| ---- | ---- | ---- | ---- | ---- | ---- | ---- | ---- | ---- |
| 49   | 33   | 32   | 21   | 23   | 21   | 22   | 22   | 12   |

| 2015 | 2020 | 2022 | - | - | - | - | - | - |
| ---- | ---- | ---- | - | - | - | - | - | - |
| 11   | 17   | 20   | - | - | - | - | - | - |

## Culture locale et patrimoine

### Lieux et monuments
- La chapelle Sainte-Anne qui date de 1624.
- L'intersection du 47e parallèle nord et du 6e méridien à l'est de Greenwich se trouve sur le territoire de la commune (voir aussi le Degree Confluence Project).

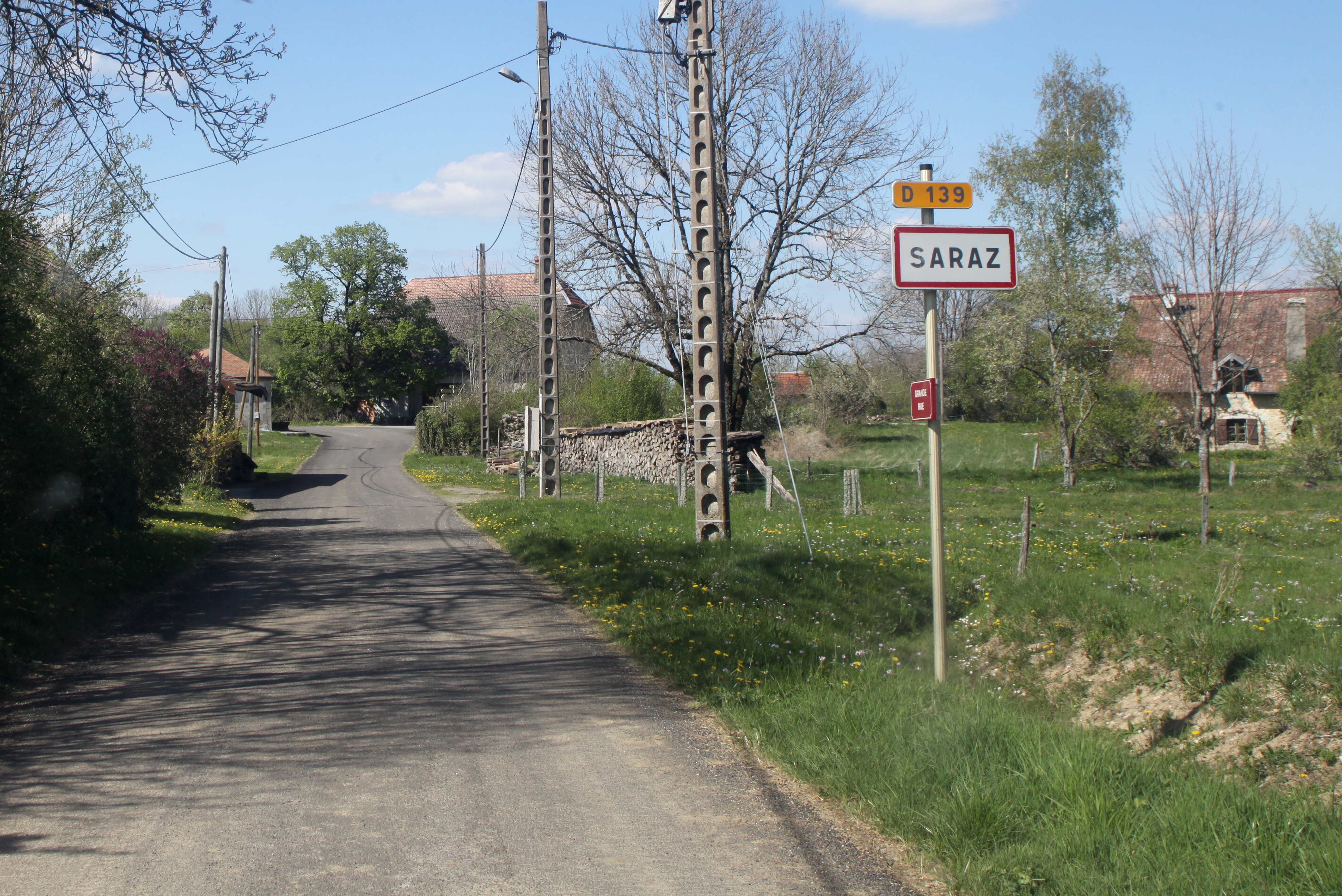
Entrée du village.
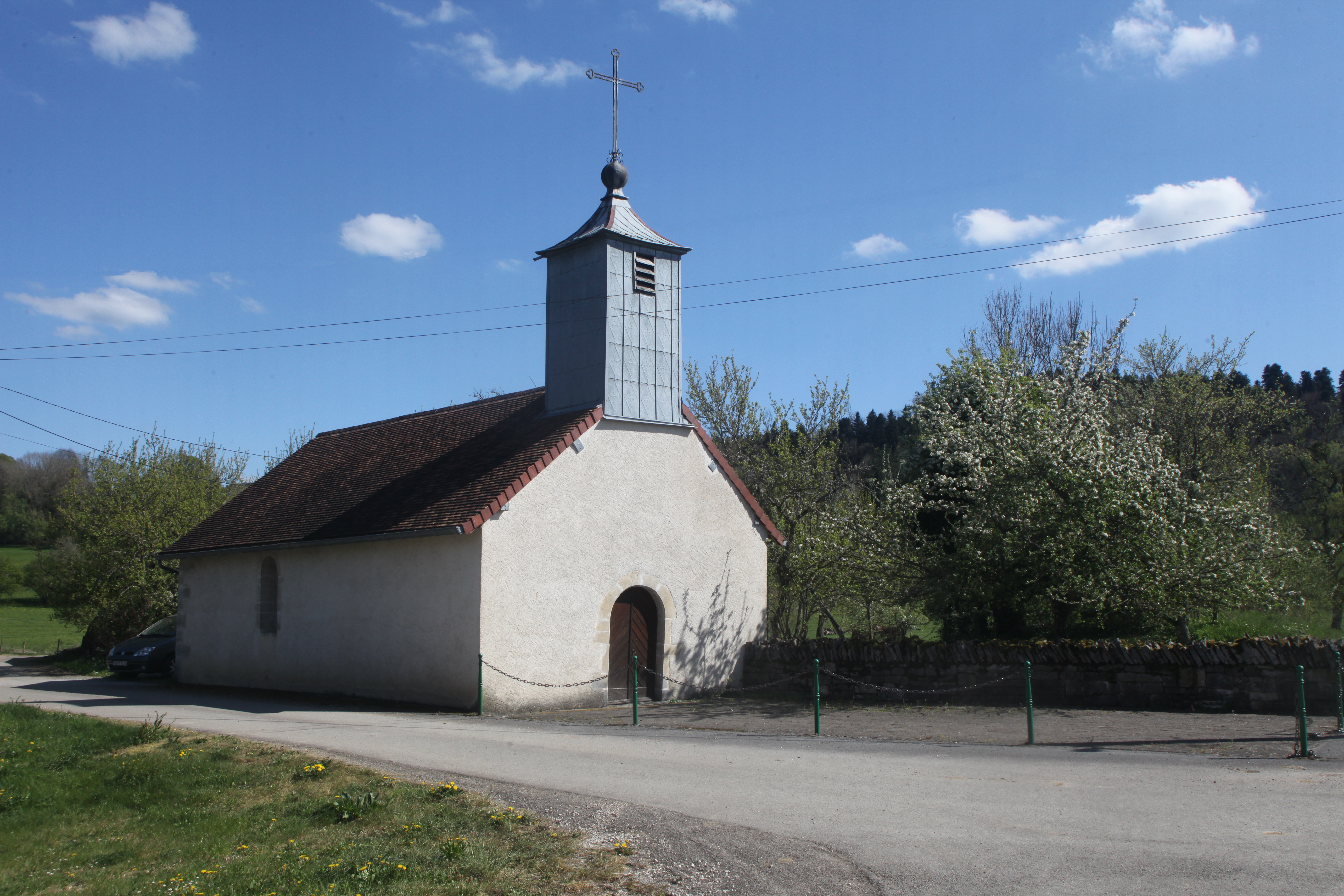
Chapelle Sainte-Anne.
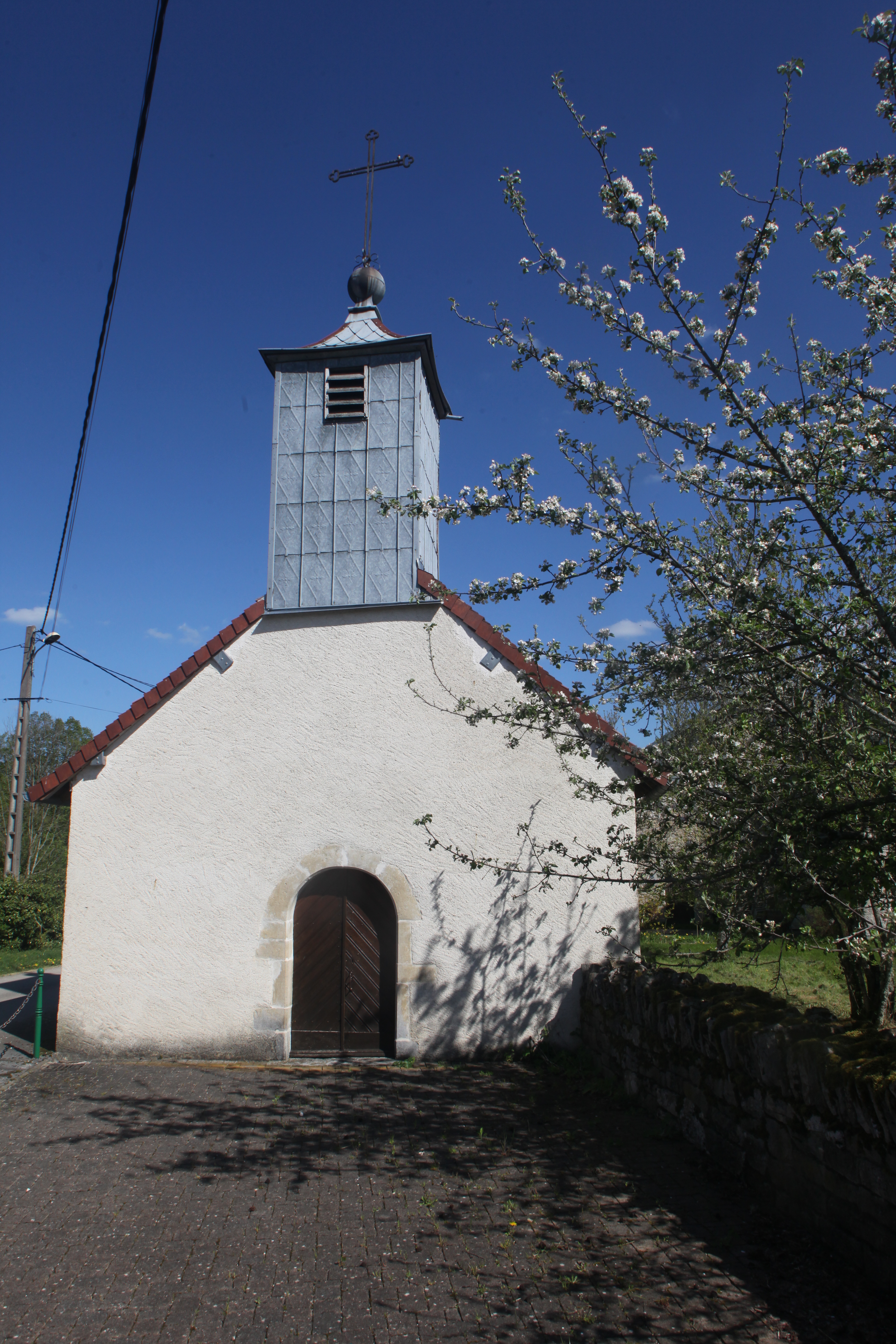
Chapelle Sainte-Anne.
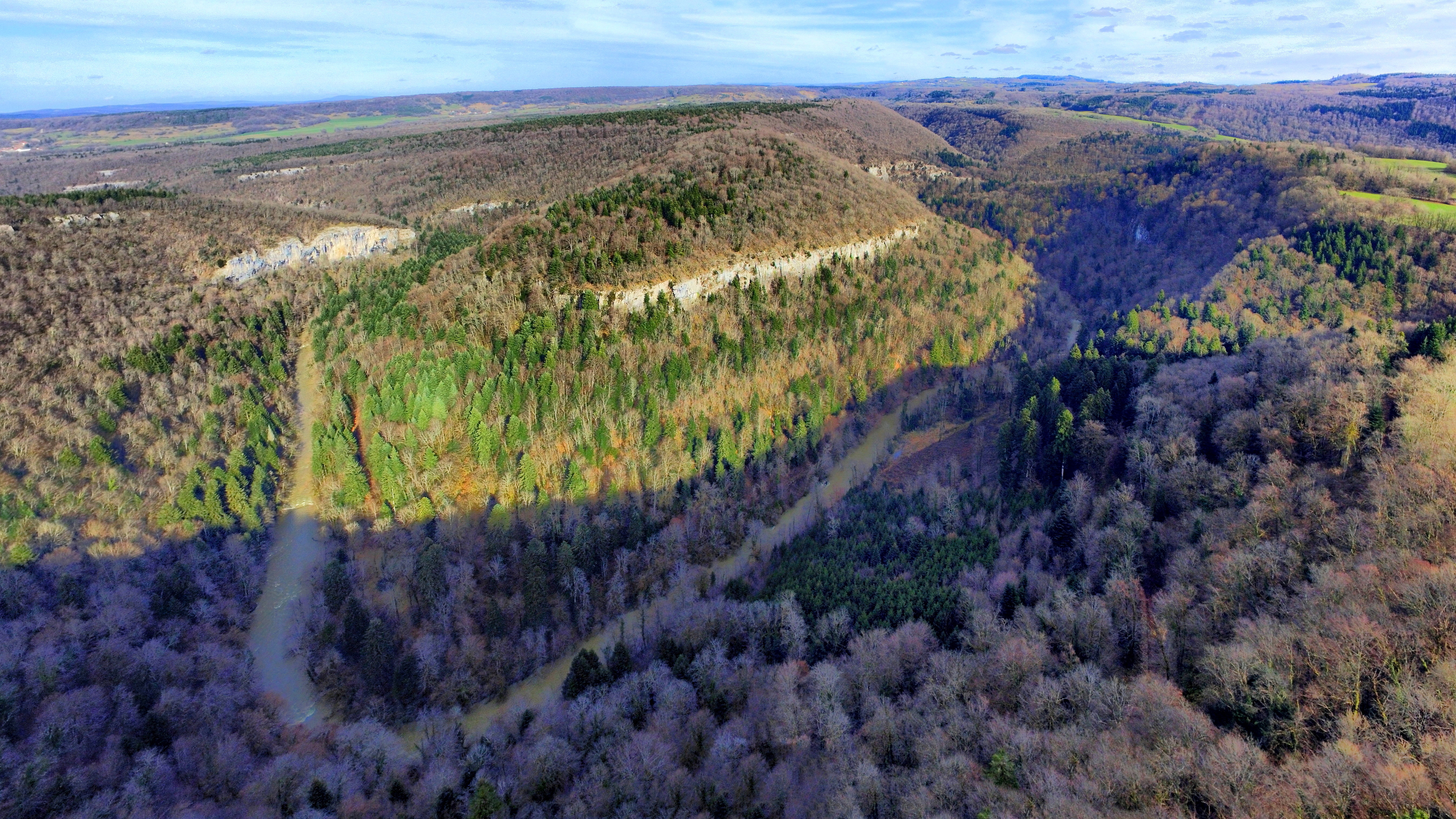
Boucle du Lison au niveau de Saraz.

## Pour approfondir